# Isola Chatham (Cile)
L'isla Chatham è un'isola del Cile meridionale nell'oceano Pacifico. Appartiene alla regione di Magellano e dell'Antartide Cilena, alla provincia di Última Esperanza e al comune di Natales.

## Geografia
L'isola Chatham si trova a nord-est dell'arcipelago di Hanover e il canale Angostura Guía la separa dall'isola Hanover. A sud si affaccia sul Paso Anchor, a est il canale Pitt la divide dal continente, a nord si affaccia sulla baia Andrés, mentre a nord-ovest lo stretto canale Artillería la divide dall'isola Figueroa. Una grande insenatura si apre nella parte nord-ovest dell'isola, la Bahía Artillería, al cui interno si trovano le isole Robert e Beltrán. L'isola ha una forma irregolare ed è solcata da insenature e fiordi. La sua superficie è di 696,4 km² e ha uno sviluppo costiero di 355 km.